# Eueupelmus
Eueupelmus is een geslacht van vliesvleugeligen uit de familie Eupelmidae. De wetenschappelijke naam van dit geslacht is voor het eerst geldig gepubliceerd in 1931 door Girault.

## Soorten
Het geslacht Eueupelmus is monotypisch en omvat slechts de volgende soort:
- Eueupelmus cornutus Girault, 1931